# Hélio José de Souza Gonçalves
Hélio José de Souza Gonçalves, meglio noto come Hélio (Ribeirão Preto, 31 gennaio 1986), è un calciatore brasiliano naturalizzato hongkonghese, difensore del Kitchee e della nazionale hongkonghese.

## Carriera

### Club
Ha giocato nella prima divisione hongkonghese.

### Nazionale
Nel 2016 ha esordito con la nazionale hongkonghese, con la quale nel 2023 ha partecipato alla Coppa d'Asia.

## Statistiche

### Cronologia presenze e reti in nazionale
| Cronologia completa delle presenze e delle reti in nazionale ― Hong Kong | Cronologia completa delle presenze e delle reti in nazionale ― Hong Kong | Cronologia completa delle presenze e delle reti in nazionale ― Hong Kong | Cronologia completa delle presenze e delle reti in nazionale ― Hong Kong | Cronologia completa delle presenze e delle reti in nazionale ― Hong Kong | Cronologia completa delle presenze e delle reti in nazionale ― Hong Kong | Cronologia completa delle presenze e delle reti in nazionale ― Hong Kong | Cronologia completa delle presenze e delle reti in nazionale ― Hong Kong |
| Data                                                                     | Città                                                                    | In casa                                                                  | Risultato                                                                | Ospiti                                                                   | Competizione                                                             | Reti                                                                     | Note                                                                     |
| ------------------------------------------------------------------------ | ------------------------------------------------------------------------ | ------------------------------------------------------------------------ | ------------------------------------------------------------------------ | ------------------------------------------------------------------------ | ------------------------------------------------------------------------ | ------------------------------------------------------------------------ | ------------------------------------------------------------------------ |
| 5-9-2019                                                                 | Phnom Penh                                                               | Cambogia                                                                 | 1 – 1                                                                    | Hong Kong                                                                | Qual. Mondiali 2022                                                      | -                                                                        |                                                                          |
| 10-9-2019                                                                | Wan Chai                                                                 | Hong Kong                                                                | 0 – 2                                                                    | Iran                                                                     | Qual. Mondiali 2022                                                      | -                                                                        |                                                                          |
| 10-10-2019                                                               | Bassora                                                                  | Iraq                                                                     | 2 – 0                                                                    | Hong Kong                                                                | Qual. Mondiali 2022                                                      | -                                                                        |                                                                          |
| Totale                                                                   |                                                                          | Presenze                                                                 | 22                                                                       |                                                                          | Reti                                                                     | 0                                                                        |                                                                          |

## Palmarès

### Club

#### Competizioni statali
- Campionato Cearense: 1

Ceará: 2006
- Campeonato Paulista Série A3: 1

Olimpia: 2007

#### Competizioni nazionali
- Hong Kong Premier League: 3

Kitchee: 2014-2015, 2016-2017, 2017-2018
- Hong Kong League Cup: 3

Kitchee: 2014-2015, 2015-2016
- Hong Kong Sapling Cup: 1

Kitchee: 2017-2018